# Pakusha Cove

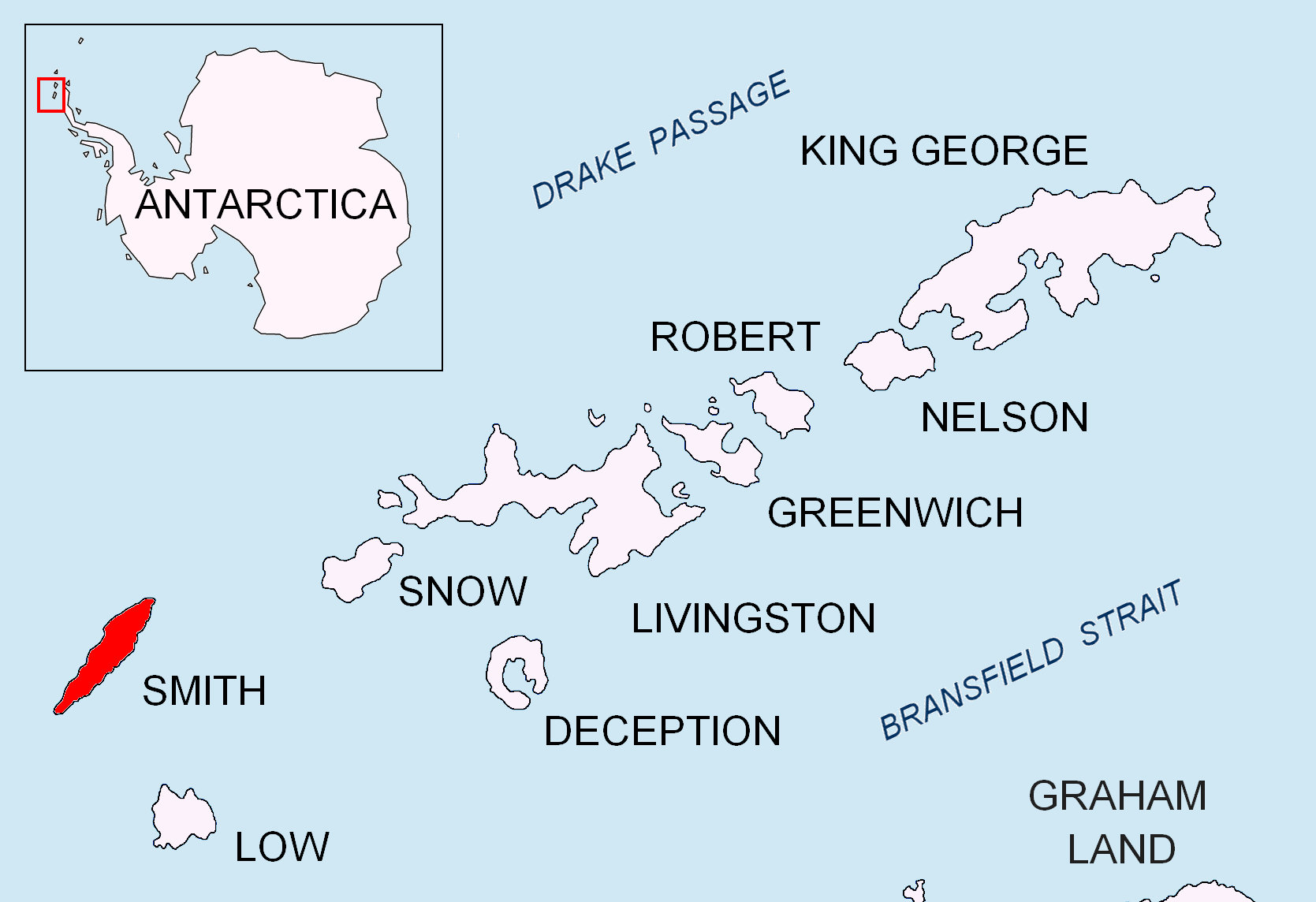
Localizzazione dell'Isola Smith, nelle Isole Shetland Meridionali.

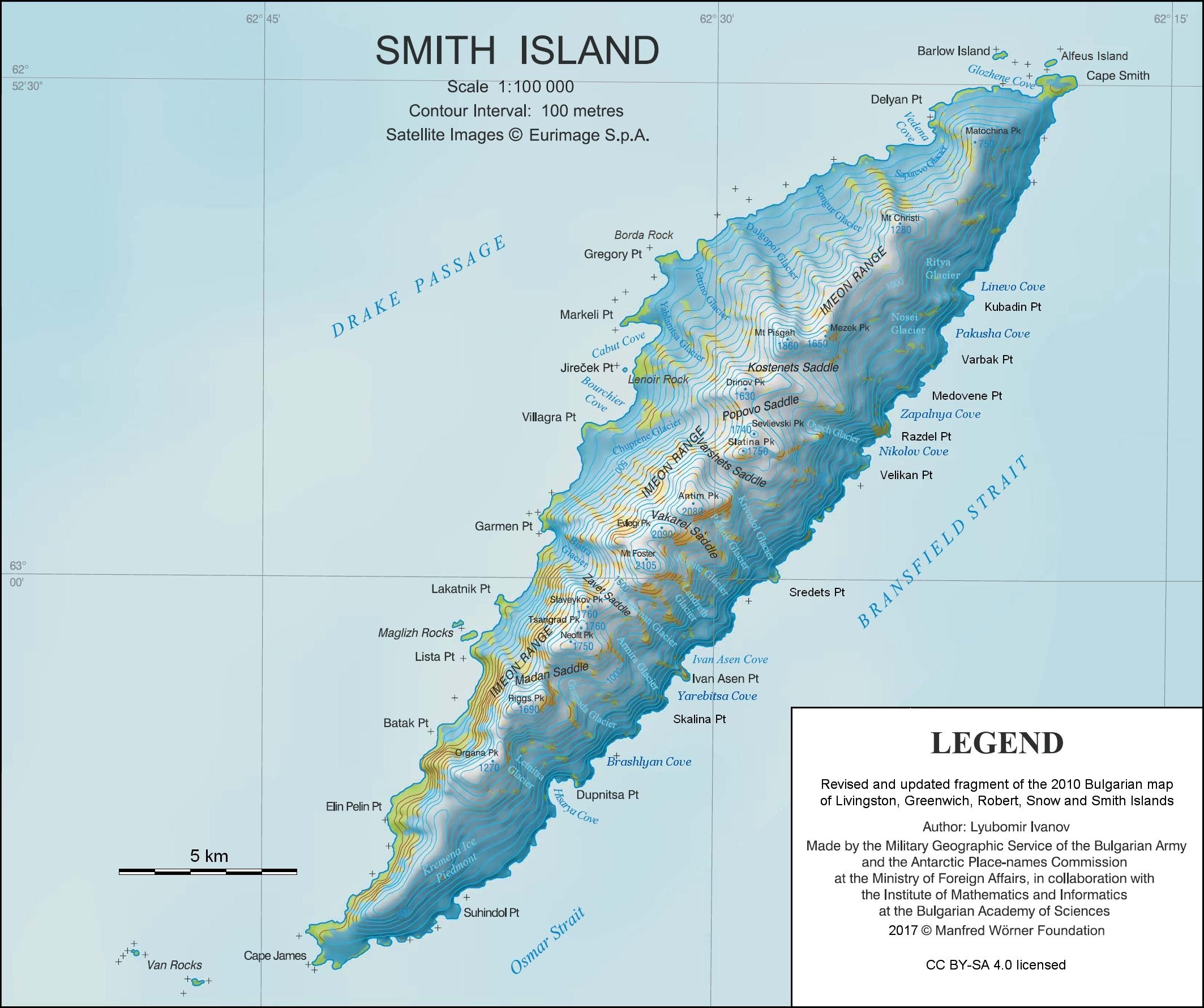
Mappa topografica dell'Isola Smith. La Pakusha Cove si trova nella parte superiore dell'immagine, nella costa orientale dell'isola.

La Pakusha Cove (in lingua bulgara: залив Пакуша, Zaliv Pakusha) è un'insenatura o baia antartica, che si apre con un'apertura di 970 m nello Stretto di Boyd, e indenta per 450 m la costa sudorientale dell'Isola Smith, che fa parte delle Isole Shetland Meridionali, in Antartide.

## Caratteristiche
L'entrata della baia è posta a nordest di Varbak Point. Nella testata dell'insenatura va a sfociare in mare il Ghiacciaio Nosei.

## Localizzazione
La Pakusha Cove è localizzata alle coordinate 62°56′10″S 62°22′40″W.
Mappatura bulgara nel 2009 e nel 2010.

## Denominazione
La denominazione è stata assegnata dalla Commissione bulgara per i toponimi antartici in riferimento al fiume Pakusha, nella parte nordorientale della Bulgaria.

## Mappe
- Chart of South Shetland including Coronation Island, &c. from the exploration of the sloop Dove in the years 1821 and 1822 by George Powell Commander of the same. Scale ca. 1:200000. London: Laurie, 1822.
- L.L. Ivanov. Antarctica: Livingston Island and Greenwich, Robert, Snow and Smith Islands. Scale 1:120000 topographic map. Troyan: Manfred Wörner Foundation, 2010. ISBN 978-954-92032-9-5 (First edition 2009. ISBN 978-954-92032-6-4)
- South Shetland Islands: Smith and Low Islands. Scale 1:150000 topographic map No. 13677. British Antarctic Survey, 2009.
- Antarctic Digital Database (ADD). Scale 1:250000 topographic map of Antarctica. Scientific Committee on Antarctic Research (SCAR). Since 1993, regularly upgraded and updated.
- L.L. Ivanov. Antarctica: Livingston Island and Smith Island. Scale 1:100000 topographic map. Manfred Wörner Foundation, 2017. ISBN 978-619-90008-3-0